# Campeonato Mundial de Voleibol Masculino de 1982
El X Campeonato Mundial de Voleibol Masculino se celebró en la provincia de Buenos Aires (Argentina) y Catamarca (Argentina) entre el 2 y el 15 de octubre de 1982 bajo la organización de la Federación Internacional de Voleibol (FIVB) y la Federación Argentina de Voleibol.

## Grupos
| Grupo A   | Grupo B         | Grupo C           | Grupo D   | Grupo E       | Grupo F        |
| --------- | --------------- | ----------------- | --------- | ------------- | -------------- |
| Argentina | Bulgaria        | Alemania Oriental | Cuba      | Corea del Sur | Brasil         |
| Túnez     | Chile           | Australia         | Venezuela | Finlandia     | Libia          |
| Japón     | Unión Soviética | Canadá            | Polonia   | China         | Checoslovaquia |
| México    | Estados Unidos  | Italia            | Rumanía   | Francia       | Iraq           |

## Primera fase

### Grupo A
| Equipo    | J | G | P | SG | SP | DS | PTS |
| --------- | - | - | - | -- | -- | -- | --- |
| Japón     | 3 | 3 | 0 | 9  | 1  | +8 | 6   |
| Argentina | 3 | 2 | 1 | 7  | 4  | +3 | 5   |
| México    | 3 | 1 | 2 | 4  | 8  | -4 | 4   |
| Túnez     | 3 | 0 | 3 | 2  | 9  | -7 | 3   |

### Grupo B
| Equipo          | J | G | P | SG | SP | DS | PTS |
| --------------- | - | - | - | -- | -- | -- | --- |
| Unión Soviética | 3 | 3 | 0 | 9  | 0  | +9 | 6   |
| Bulgaria        | 3 | 2 | 1 | 6  | 5  | +1 | 5   |
| Estados Unidos  | 3 | 1 | 2 | 5  | 6  | -1 | 4   |
| Chile           | 3 | 0 | 3 | 0  | 9  | -9 | 3   |

### Grupo C
| Equipo            | J | G | P | SG | SP | DS | PTS |
| ----------------- | - | - | - | -- | -- | -- | --- |
| Canadá            | 3 | 3 | 0 | 8  | 3  | +5 | 6   |
| Alemania Oriental | 3 | 2 | 1 | 6  | 3  | +3 | 5   |
| Italia            | 3 | 1 | 2 | 6  | 5  | +1 | 4   |
| Australia         | 3 | 0 | 3 | 0  | 9  | -9 | 3   |

### Grupo D
| Equipo    | J | G | P | SG | SP | DS | PTS |
| --------- | - | - | - | -- | -- | -- | --- |
| Polonia   | 3 | 3 | 0 | 9  | 1  | +8 | 6   |
| Cuba      | 3 | 2 | 1 | 7  | 3  | +4 | 5   |
| Rumanía   | 3 | 1 | 2 | 3  | 7  | -4 | 4   |
| Venezuela | 3 | 0 | 3 | 1  | 9  | -8 | 3   |

### Grupo E
| Equipo        | J | G | P | SG | SP | DS | PTS |
| ------------- | - | - | - | -- | -- | -- | --- |
| China         | 3 | 3 | 0 | 9  | 0  | +9 | 6   |
| Corea del Sur | 3 | 2 | 1 | 6  | 4  | +2 | 5   |
| Francia       | 3 | 1 | 2 | 3  | 8  | -5 | 4   |
| Finlandia     | 3 | 0 | 3 | 3  | 9  | -6 | 3   |

### Grupo F
| Equipo         | J | G | P | SG | SP | DS | PTS |
| -------------- | - | - | - | -- | -- | -- | --- |
| Checoslovaquia | 3 | 3 | 0 | 9  | 1  | +8 | 6   |
| Brasil         | 3 | 2 | 1 | 7  | 3  | +4 | 5   |
| Iraq           | 3 | 1 | 2 | 3  | 8  | -5 | 4   |
| Libia          | 3 | 0 | 3 | 2  | 9  | -7 | 3   |

## Segunda fase

### Grupo G
| Equipo            | J | G | P | SG | SP | DS  | PTS |
| ----------------- | - | - | - | -- | -- | --- | --- |
| Japón             | 5 | 4 | 1 | 13 | 6  | +7  | 9   |
| Argentina         | 5 | 4 | 1 | 13 | 9  | +4  | 9   |
| China             | 5 | 3 | 2 | 11 | 6  | +5  | 8   |
| Corea del Sur     | 5 | 2 | 3 | 8  | 9  | -1  | 7   |
| Canadá            | 5 | 2 | 3 | 8  | 10 | -2  | 7   |
| Alemania Oriental | 5 | 0 | 5 | 2  | 15 | -13 | 5   |

### Grupo H
| Equipo          | J | G | P | SG | SP | DS  | PTS |
| --------------- | - | - | - | -- | -- | --- | --- |
| Unión Soviética | 5 | 5 | 0 | 15 | 2  | +13 | 10  |
| Brasil          | 5 | 3 | 2 | 10 | 7  | +3  | 8   |
| Bulgaria        | 5 | 2 | 3 | 9  | 11 | -2  | 7   |
| Polonia         | 5 | 2 | 3 | 7  | 10 | -3  | 7   |
| Cuba            | 5 | 2 | 3 | 7  | 13 | -6  | 7   |
| Checoslovaquia  | 5 | 1 | 4 | 8  | 13 | -5  | 6   |

## Fase final
|  | Semifinales     | Semifinales     |   |       | Final         | Final |  |
|  |                 |                 |   |       |               |       |  |
|  |                 |                 |   |       |               |       |  |
|  |                 |                 |   |       |               |       |  |
|  | Japón           | 0               |   |       |               |       |  |
|  | Brasil          | 3               |   |       |               |       |  |
|  |                 |                 |   |       |               |       |  |
|  |                 |                 |   |       |               |       |  |
|  |                 |                 |   |       | Brasil        | 0     |  |
|  |                 | Unión Soviética | 3 |       |               |       |  |
|  |                 |                 |   |       |               |       |  |
|  |                 |                 |   |       |               |       |  |
|  |                 |                 |   |       | Tercer Puesto |       |  |
|  |                 |                 |   |       |               |       |  |
|  | Argentina       | 0               |   | Japón | 0             |       |  |
|  | Unión Soviética | 3               |   |       | Argentina     | 3     |  |

## Medallero
|                 |        |           |
| Unión Soviética | Brasil | Argentina |

## Clasificación general
| 1. Unión Soviética    |
| 2. Brasil             |
| 3. Argentina          |
| 4. Japón              |
| 5. Bulgaria           |
| 6. Polonia            |
| 7. China              |
| 8. Corea del Sur      |
| 9. Checoslovaquia     |
| 10. Cuba              |
| 11. Canadá            |
| 12. Alemania Oriental |
| 13. Estados Unidos    |
| 14. Italia            |
| 15. Rumanía           |
| 16. Francia           |
| 17. Finlandia         |
| 18. México            |
| 19. Venezuela         |
| 20. Iraq              |
| 21. Túnez             |
| 22. Australia         |
| 23. Chile             |
| 24. Libia             |